# Haritalodes angustalis
Haritalodes angustalis is een vlinder uit de familie van de grasmotten (Crambidae). De wetenschappelijke naam van deze soort is voor het eerst gepubliceerd in 2009 door Hiroshi Yamanaka.
Deze soort komt voor in Japan.